# Persone di nome Stephen/Attori
| Questa pagina contiene informazioni ricavate automaticamente dalle voci biografiche con l'ausilio del template Bio e di un bot. L'aggiornamento è periodico e automatico e ricostruisce completamente la pagina. Se manca una persona in questa lista, sei pregato di non aggiungerla, ma accertati piuttosto che la sua voce biografica contenga il template Bio e che i dati anagrafici siano correttamente compilati. Se il template Bio manca, inseriscilo tu stesso o, in alternativa, metti l'avviso {{tmp\|Bio}} che ne segnala la mancanza. Se i dati riportati sono sbagliati, correggi direttamente la voce biografica; le modifiche saranno visibili in questa lista entro pochi giorni. Per chiarimenti vedi il progetto antroponimi. La lista contiene solo le 66 persone che sono citate nell'enciclopedia e per le quali è stato implementato correttamente il template Bio. Pagina aggiornata al 22 lug 2025. |

Questa è una lista di persone presenti nell'enciclopedia che hanno il nome Stephen e sono attori.

## A(3)
- Steve Abbott, attore, personaggio televisivo e scrittore australiano (Broken Hill, n. 1956)
- Stephen Amell, attore e produttore cinematografico canadese (Toronto, n. 1981)
- Stephen Ashfield, attore britannico (Glasgow, n. 1979)

## B(6)
- Stephen Baldwin, attore, regista e attivista statunitense (Massapequa, n. 1966)
- Stephen Bekassy, attore ungherese (Nyíregyháza, n. 1907 - Budapest, † 1995)
- Stephen Beresford, attore e sceneggiatore britannico (Dartmouth, n. 1972)
- Stephen Blackehart, attore, produttore televisivo e sceneggiatore statunitense (New York, n. 1967)
- Stephen Bogardus, attore e cantante statunitense (Norfolk, n. 1954)
- Stephen Boyd, attore britannico (Glengormley, n. 1931 - Los Angeles, † 1977)

## C(7)
- Stephen Caffrey, attore statunitense (Cleveland, n. 1959)
- Stephen Campbell Moore, attore britannico (Londra, n. 1979)
- Stephen Carr, attore statunitense (Filadelfia, n. 1906 - Hollywood, † 1986)
- Stephen Chow, attore, regista e sceneggiatore hongkonghese (Hong Kong, n. 1962)
- Stephen Colletti, attore statunitense (Newport Beach, n. 1986)
- Stephen Collins, attore e cantante statunitense (Des Moines, n. 1947)
- Steve Coogan, attore, comico e produttore televisivo britannico (Middleton, n. 1965)

## D(3)
- Stephen Dillane, attore britannico (Londra, n. 1957)
- Stephen Dorff, attore statunitense (Atlanta, n. 1973)
- Stephen Dunham, attore statunitense (Boston, n. 1964 - Burbank, † 2012)

## E(1)
- Stephen Elliott, attore statunitense (New York, n. 1918 - Los Angeles, † 2005)

## F(5)
- Stephen Furst, attore e regista statunitense (Norfolk, n. 1954 - Moorpark, † 2017)
- Steve Franken, attore statunitense (Brooklyn, n. 1932 - Canoga Park, † 2012)
- Stephen Fry, attore, comico e scrittore britannico (Londra, n. 1957)
- Stephen Full, attore e comico statunitense (Chicago, n. 1969)
- Stephen Fung, attore, cantante e regista cinese (Hong Kong, n. 1974)

## G(5)
- Stephen Garlick, attore gallese (Swansea, n. 1959)
- Stephen Geoffreys, attore statunitense (Cincinnati, n. 1964)
- Stephen Kramer Glickman, attore canadese (London, n. 1979)
- Stephen Graham, attore britannico (Kirkby, n. 1973)
- Stephen Guarino, attore statunitense (DeLand, n. 1975)

## H(2)
- Stephen Hibbert, attore statunitense (Fleetwood, n. 1957)
- Stephen Hunter, attore e artista neozelandese (Wellington, n. 1968)

## K(1)
- Stephen Kunken, attore statunitense (New York, n. 1971)

## L(7)
- Stephen Lang, attore statunitense (New York, n. 1952)
- Stephen Lee, attore statunitense (Englewood, n. 1955 - Los Angeles, † 2014)
- Stephen Lehew, attore e cantante statunitense (Texas, n. 1949)
- Stephen Lobo, attore canadese (Toronto, n. 1973)
- Stephen Lord, attore britannico (Salford, n. 1972)
- Stephen Lovatt, attore neozelandese (Wellington, n. 1964)
- Stephen Lunsford, attore, regista e produttore cinematografico statunitense (Sacramento, n. 1989)

## M(10)
- Stephen Macht, attore statunitense (Filadelfia, n. 1942)
- Stephen Mangan, attore britannico (Londra, n. 1968)
- Steve Martin, attore, comico e sceneggiatore statunitense (Waco, n. 1945)
- Stephen Martines, attore e modello statunitense (St. Louis, n. 1975)
- Stephen McHattie, attore canadese (Antigonish, n. 1947)
- Stephen McKinley Henderson, attore statunitense (Kansas City, n. 1949)
- Stephen McNally, attore statunitense (New York, n. 1913 - Beverly Hills, † 1994)
- Stephen Meadows, attore statunitense (Atlanta, n. 1950)
- Stephen Moore, attore britannico (Londra, n. 1937 - † 2019)
- Stephen Moyer, attore, regista e produttore cinematografico britannico (Brentwood, n. 1969)

## N(1)
- Stephen Nichols, attore statunitense (Cincinnati, n. 1951)

## O(1)
- Stephen Oyoung, attore, stuntman e doppiatore statunitense

## P(2)
- Steve Park, attore e comico statunitense (Vestal, n. 1951)
- Steve Peacocke, attore australiano (Dubbo, n. 1981)

## R(4)
- Stephen Rea, attore e sceneggiatore nordirlandese (Belfast, n. 1946)
- Steve Reeves, attore e culturista statunitense (Glasgow, n. 1926 - Escondido, † 2000)
- Stephen Rider, attore statunitense
- Stephen Root, attore e doppiatore statunitense (Sarasota, n. 1951)

## S(4)
- Stephen Schnetzer, attore statunitense (Canton, n. 1948)
- Dougray Scott, attore britannico (Glenrothes, n. 1965)
- Stephen Spinella, attore statunitense (Napoli, n. 1956)
- Stephen Stucker, attore statunitense (Des Moines, n. 1947 - Los Angeles, † 1986)

## T(3)
- Stephen Thorne, attore britannico (Londra, n. 1935 - † 2019)
- Stephen Tobolowsky, attore statunitense (Dallas, n. 1951)
- Stephen Tompkinson, attore britannico (Stockton-on-Tees, n. 1965)

## W(1)
- Stephen Walters, attore inglese (Liverpool, n. 1973)